# Romeu de Avelar
Romeu de Avelar (São Miguel dos Campos, Alagoas 23 de março de 1893 — Leopoldina, 20 de dezembro  de 1972) nome literário de Luís de Araújo Morais foi um autor, jornalista e historiador alagoano, nascido na cidade de  São Miguel dos Campos, Alagoas foi um dos responsáveis pelo lançamento em 1914 da Revista Frou-Frou e também  diretor de jornais e revistas em Maceió como A Imprensa e o Diário de Maceió.

## Primeiros anos
Filho de Metódio da Silva Morais e Maria Andréia de Araújo Morais. Estudou as primeiras letras na cidade do Pilar. Continuou os estudos no Colégio Dias Cabral, terminando os preparatórios no Liceu Alagoano. Foi um dos responsáveis pelo lançamento, em 1914, da Revista Frou-Frou. Cursou, no Rio de Janeiro, a Escola de Odontologia; em Minas, a Escola de Medicina-Veterinária e, no Rio, a Faculdade Livre de Direito. Durante o tempo de estudante publicou contos e crônicas

Romeu de Avelar foi o primeiro escritor a tentar resgatar a imagem do brasileiro Domingos Fernandes Calabar, até então estudado nas escolas como "um dos maiores traidores da história do Brasil". Logo na introdução do livro , Avelar nos informa: "Calabar, ao desposar a causa dos neerlandeses, fizera-o de plena consciência, tornando-se até protestante. Seus detratores, como o teuto-luso brasileiro Varnhagen - seu inimigo pessoal e sabujo de D. Pedro II, -atiraram-lhe a pecha de traidor...Outros historiadores, pouco amantes de polêmicas e temerosos dos ódios oficiais, seguiram macaqueando o farsista. Mas o herói de Porto Calvo continuará a exigir justiça." 
Ainda sobre o polêmico romance e seu autor, o escritor Théo Filho escreveu no Correio da Manhã : "Destemido, orgulhoso das suas convicções fundamentais, tendo além disso, uma farta experiência dos homens e das coisas, Romeu de Avelar apresenta-nos um "Calabar" magnífico, o maior soldado brasileiro de seu tempo"
O escritor alagoano escreveu tambem contos, peças de teatro , crônicas, um romance do cárcere (À sombra do presídio, 1928) e a biografia do General Góis Monteiro. Membro da AAL, onde ocupou a cadeira 32, faleceu em um acidente automobilístico perto da cidade de Leopoldina, M.G. em 1972.

## Obras
- Tântalos, Belo Horizonte, Tip. Athene, 1921, (contos)
- Os Devassos, Rio de Janeiro, Benjamim Constalat & Nicolis Editora, 1923 (romance, apreendido pela polícia carioca)
- A Sombra do Presídio, (O Romance do Cárcere) Maceió, Tip. do Orfanato São Domingos, 1928;
- Numa Esquina do Planeta, Rio de Janeiro, Editora Marques Araújo & Cia., 1932 (romance);
- Calabar, Interpretação Romanceada do Tempo da Invasão Holandesa, Rio de Janeiro, Oﬁcinas Amorim & Cia., 1938;
- Crônicas de Ontem e de Hoje, Maceió, Imprensa Oﬁcial, 1948, (prêmio Othon Bezerra de Mello, conferido pela AAL);
- General Góis Monteiro. O Comandante de um Destino, Maceió, Imprensa Oﬁcial, 1949 (biograﬁa);
- Coletânea de Poetas Alagoanos, Rio de Janeiro, Minerva Editora, 1959 (antologia);
- Figuras da Terra, Maceió, DEC., Série Estudos Alagoano, Caderno XVIII, 1963, (crônicas);
- Antologia de Contistas Alagoanos, DEC/SENEC/Imprensa Oﬁcial, Maceió, 1970 (antologia, onde faz uma Introdução);

Peças de teatro
A Pensão de D. Brígida (comédia em três atos, representada no Teatro São José, Rio, 1931)
O Último Deputado (comédia em três atos)
Não há Felicidade (comédia em três atos)
Pilar, Estância da Saudade, Revista da AAL, n. 14, pg, 237-241
Nós, os de 1914, Revista da AAL, n. 14, p. 279-281
Recordando Delorizano, Revista da AAL, n. 15, pág. 293-297.

Traduções
A Louca de Bequeló (novela uruguaia, de Lourenço F. d ‘Auria), Calvino Filho, Rio, 1933
Os Homens do Wharf,romance de André Demaison Pan Ed. Rio, 1938
Memórias do Dr.Watson, romance de Conan Doyle , Amiel Ed., Rio, 1941
A Bengala de Balzac, romance de Emile Geraldin, Epasa, Rio, 1942.
Em A Nação Brasileira teria publicado A Carnagem do Ferreiro Torto, 80, p. 85-90.
Nota:  Sua única neta, Isabela Pâmelli Martins,  professora de línguas e escritora independente,  administra a página no Facebook,  "Família Araujo Morais - de Romeu de Avelar",  sobre a vida e obra de seu avô.   https://www.facebook.com/familiaAraujoMorais100?locale=pt_BR